# Garden City Golf Club
De Garden City Golf Club is een golfclub die in 1899 werd opgericht. Hij bevindt zich in Garden City, New York.

## De baan
De baan had oorspronkelijk maar negen holes en was bedoeld voor de gasten van het Garden City Hotel. Hij werd al snel uitgebreid tot een 18 holesbaan met een lengte van 5500 meter. Op dat moment was het de langste baan van de Verenigde Staten. In 1899 werd er een clubhuis bijgebouwd.

## Travis
Het beroemdste lid van de club is ongetwijfeld Walter Travis, die er lid werd nadat hij in 1904 als eerste buitenlander het Brits Open had gewonnen. De leden waren blij met de baan zoals die was, maar het duurde niet lang voordat Travis beleefde suggesties maakte om wat wijzigingen aan te brengen. De baan was ontworpen door Devereux Emmet, en had volgens hem een goede lay-out, net als bij veel Engelse banen liepen negen holes weg van het clubhuis en de andere negen holes weer terug. Zijn voorstel was om de bunkers wat dieper te maken en de greens te veranderen. Men volgde zijn raad op en er kwamen vijftig bunkers bij en alle greens werden vernieuwd.

## Toernooien

### US Open
In 1902 werd hier het 8ste US Open gespeeld. Winnaar was Laurie Auchterlonie. Hij was de eerste speler die vier rondes onder de 80 scoorde. Nummer twee werd de lokale favoriet Walter Travis.

### US Amateur
Het US Amateur werd hier gespeeld in 1900, 1908, 1913 en 1936.

In 1908 sloeg Travis tijdens het US Amateur zijn bal in een van de door hem ontworpen bunkers bij de green van hole 18. Hij verloor daardoor de finale van Jerome Travers.

#### Winnaars
| - 1900: Walter Travis - 1908: Jerome Travers | - 1913: Jerome Travers - 1936: John Fisher |

### The Travis Invitational
Sinds 1910 wordt The Travis, zoals de clubleden het toernooi noemen, op deze baan gespeeld. Toen Travis in 1927 overleed werd het toernooi naar hem vernoemd.

#### Winnaars
| - 1970: Billy Edwards - 1999: David Eger | - 2000: David Eger - 2001: David Eger | - 2004: Mike Kelley - 2005: Chris Lange | - 2007: Greg Kennedy - 2010: Ben Hayes |